# Ryō Noda
Ryō Noda (jap. 野田 僚, Noda Ryō; * 1948 in Amagasaki, Präfektur Hyōgo) ist ein japanischer Saxofonist und Komponist, der auch in der westlichen Welt Bedeutung hat.
Ryō Noda ist berühmt für seine Virtuosität, seine kraftvollen avantgardistischen Improvisationen und innovativen Spieltechniken. Er ist ein führender Interpret der Neuen Musik Japans, aber auch der traditionellen westlichen Musik wie Barock, Klassik und Romantik.
1968–1972 studierte Noda bei Arata Sakaguchi an der „Musikhochschule Ōsaka“ (Ōsaka ongaku daigaku). Danach war er Schüler von Frederick L. Hemke an der Northwestern University (Illinois) und von Jean-Marie Londeix am CNRM Bordeaux (Frankreich). Er war Solist in Festivals und Konzerten in Frankreich, Belgien, Holland, Schweden, Norwegen, England, Kanada, USA und Japan. Zweimal wurde er für den Osaka City Art Festival Prize nominiert und gewann 1986 den Osaka Prefecture Gold Award sowie 1989 den Grand Prix of the Yamaha Electone Festival. Nodas kompositorisches Werk wurde 1973 mit der Nominierung für den SACEM Composition Prize gewürdigt. Seine Kompositionen für Blasinstrumente sind eine Verschmelzung von japanischen und westlichen Kunstformen. Viele davon sind inzwischen fester Bestandteil im Standardrepertoire eines Konzertsaxofonisten.

## Werke
Solowerke
- Improvisation I, II, & III, für Altsaxofon solo (basierend auf dem Spiel der Shakuhachi)
- Maï, Paris 1975 für Altsaxofon solo
- Phoenix, für Fushicho Saxofon solo
- Requiem (Shin Én), für Saxofon solo (A oder T)
- Pulse 72, für Altsaxofon solo
- Fantaisie et Danse, für Saxofon solo
- Pavane (La fée de la neige), für Sopransaxofon solo

Kammermusik
- Gen, für Altsaxofon und Klavier
- Murasaki No Fuchi, für Saxofonduo (AA oder ST) oder Shakuhachi und Saxofon
- Nagare, für Flöte und Gitarre
- Naissance de la Neige, für Altsaxofon und Klavier oder Elektrische Orgel

| Personendaten    | Personendaten                        |
| ---------------- | ------------------------------------ |
| NAME             | Noda, Ryō                            |
| ALTERNATIVNAMEN  | 野田僚 (japanisch)                   |
| KURZBESCHREIBUNG | japanischer Saxofonist und Komponist |
| GEBURTSDATUM     | 1948                                 |
| GEBURTSORT       | Amagasaki, Präfektur Hyōgo, Japan    |